# Die Landstreich
Die Landstreich war eine Musik- und Kabarettgruppe aus Österreich, die 1991 gegründet wurde und sich 2004 auflöste.

## Geschichte
Die Landstreich hieß anfangs noch „Die steirische Landstreich“ und machte Klezmer- und Volksmusik. Jedoch bereits auf der ersten CD waren erste kabarettistische Eigenkompositionen vertreten (Waunnst heut gehst zum Bundesheer, Ostriän Turist, Ein Straßenschild in Oberwart). Alle Texte stammten von Christof Spörk.
Für 2016 wurden fünf Konzerte als „vorübergehende Auferstehungsfeier“ angekündigt. Die Gruppe spielte unter anderem im Rahmen des Festivals wean hean und wirkte an der Eröffnung der Wiener Festwochen auf dem Wiener Rathausplatz mit. Seit 2017 tritt die Formation als Landstreich plus mit der Geigerin und Sängerin Johanna Kugler auf.

## Diskografie
- 1995: Die steirische Landstreich
- 1997: Herzschrittmacher
- 1999: Spenden Sie (Doppel-CD)
- 2001: Stau

## Auszeichnungen
- Salzburger Stier 2003